# American Heart
Pour plus de détails, voir Fiche technique et Distribution.
American Heart est un film américain réalisé par Martin Bell, sorti en 1992.

## Synopsis
Jack Kelson sort d'une longue peine de prison et retrouve à Seattle son fils Nick, jusqu'alors sans foyer stable car sa mère est morte depuis plusieurs années. Bien qu'ils ne se connaissent presque pas, Jack se sent des obligations envers Nick alors que celui-ci a besoin d'une famille. Jack rêve de partir en Alaska mais doit échapper à ses vieux démons.

## Fiche technique
- Réalisation : Martin Bell
- Scénario : Martin Bell, Peter Silverman et Mary Ellen Mark
- Photographie : James R. Bagdonas
- Montage : Nancy Baker
- Musique : James Newton Howard
- Pays d'origine :  États-Unis
- Langue originale : anglais
- Format : couleur - 1,33:1 - Dolby
- Genre : drame
- Durée : 113 minutes
- Dates de sortie : 
  - Festival international du film de Toronto : 17 septembre 1992
  -  États-Unis : 7 mai 1993
- Inédit France

## Distribution
- Jeff Bridges : Jack Kelson
- Edward Furlong : Nick Kelson
- Lucinda Jenney : Charlotte
- Don Harvey : Rainey

## Accueil
Le film n'est sorti que dans une poignée de salles aux États-Unis. Il obtient 88 % de critiques positives, avec une note moyenne de 6,4/10 et sur la base de 8 critiques collectées, sur le site Rotten Tomatoes.
Lors des Independent Spirit Awards 1992, Jeff Bridges a remporté pour son rôle le prix du meilleur acteur et le film a été nommé dans les catégories du meilleur premier film, de la meilleure photographie et des meilleurs seconds rôles masculin (Edward Furlong) et féminin (Lucinda Jenney).